# Centrul Român pentru Promovarea Comerțului
Centrul Român pentru Promovarea Comerțului (CRPC) este o instituție publică de interes național din România, a cărei obiect principal de activitate îl reprezintă promovarea exporturilor, prezentarea potențialului economic, cercetarea de piață internă și internațională și publicistică în domeniul comerțului interior și exterior, facilitarea comerțului, în conformitate cu orientările Guvernului României privind dezvoltarea relațiilor economice.
A fost înființată în anul 1995, un organism guvernamental de promovare a comerțului, sub denumirea de Centrul Român de Comerț Exterior (CRCE), și reorganizată ulterior sub titulatura Centrul Român pentru Promovarea Comerțului (CRPC) în subordinea Ministerului Întreprinderilor Mici și Mijlocii, Comerțului și Mediului de Afaceri.